# Antraks (bolest)
Bedrenica (ili antraks) je akutna, septikemijska, nekontagiozna zarazna bolest različitih životinjskih vrsta (najčešće oboljevaju biljojedi) uzrokovana bakterijom Bacillus anthracis. Na infekciju su najprijemljivije koze i ovce, potom goveda i konji, relativno su otporni svinje i psi, a perad nije primljiva na infekciju.
Patološkoanatomski bolest se očituje odsutnošću mrtvačke ukočenosti, poput katrana tamnom, neugrušanom krvi, hladetinasto-hemoragičnim edemima u potkožju, pod serozama i mukozama, brojnim krvarenjima, velikom količinom eksudata u tjelesnim šupljinama te povećanom i jako mekanom slezenom. Bedrenica je zoonoza i suzbija se po zakonu.

## Uzročnik bolesti
Uzročnik bolesti je Bacillus anthracis, negibljiv, aeroban, gram-pozitivan štapić. Na čvrstim hranjivim podlogama Bacillus anthracis raste u kolonijama koje izgledom podsjećaju na uvojke kose, a u nepovoljnim životnim uvjetima sporulira, kao i većina bakterija iz rodova Bacillus i Clostridium. Spore Bacillus anthracis vrlo su otporne na dezinficijense, osim na one oksidirajućeg djelovanja. Za razliku od spora, vegetativni oblici vrlo su osjetljivi na dezinficijense. U tlu spore mogu ostati infektivne petnaestak i više godina, a u laboratorijskim uvjetima pedesetak i više godina.